# Agent Carter: S.H.I.E.L.D. 50th Anniversary
Agent Carter: S.H.I.E.L.D. 50th Anniversary — комикс-ваншот, который издала компания Marvel Comics в 2015 году. Приурочен к пятидесятилетию создания вымышленной организации «Щ.И.Т.».

## Синопсис
Когда Дум-Дум Дуган пытается завербовать Пегги Картер в «Щ.И.Т.», они встречают Леди Сиф.

## Отзывы
На сайте Comic Book Roundup комикс имеет оценку 7 из 10 на основе 5 рецензий. Джесс Шедин из IGN дал ему 5,8 балла из 10 и написал, что «всегда приятно видеть Пегги Картер в центре внимания в комиксах Marvel, но этот выпуск не сильно способствовал развитию её истории или использованию преимущества совместной работы с Леди Сиф». Дуг Завиша из Comic Book Resources отмечал, что комикс «кажется просто инвентарной историей, сохраняющей лицензию». Рецензент из Bleeding Cool считал, что «рисунки Рича Эллиса имеют лёгкий, мультяшный оттенок, который напоминает сеттинг 1966 года, но подрывает кульминационные попытки сценария создать драму». Оскар Малтби из Newsarama дал комиксу оценку 7 из 10 и похвалил художника Рича Эллиса, хотя подчеркнул, что могло быть лучше.